# Karaivanov Lilla
Karaivanov Lilla (1995–) magyar színésznő, a Körúti Színház társulatának tagja.

## Életpályája
Pályáját 2008-ban gyermekszínészként kezdte a Körúti Színház színiiskolájában. Első szerepe Réka volt, az Emil és a detektívekben. A színház egyre több repertoáron levő előadásban kapott kisebb szerepeket. 2014-ben felvételizett a Színház és -Filmművészeti Egyetemre, drámainstruktor szakra. Az első drámainstruktor osztály tanulójaként 2017-ben végzett. Közben végig játszott a Körúti Színházban és több filmben szerepelt, illetve a gyártásban is közreműködött.
Jelenleg a Körúti Színház társulatának tagja, illetve a Kiskörúti Színisuli tanára.

## Színházi szerepei[4][5]
- Eric Kästner: Emil és a detektívek - Réka (Körúti Színház) 2009
- Móricz Zsigmond: Légy jó mindhalálig - Nemtő (Körúti Színház) 2010
- Csepreghy Ferenc: Piros bugyelláris - Menczi (Körúti Színház) 2012
- Szigeti József: A vén bakancsos és fia, a huszár (Körúti Színház) 2013
- Eisemann - Szilágyi: Én és a kisöcsém - Bözsike (Körúti Színház) 2013
- Colin Higgins: Maude és Harold - Marie (Körúti Színház) 2015
- Soóky Margit: Katyi - Lilike (Körúti Színház) 2017
- Molnár Ferenc: Az üvegcipő (2018) - Irma (Körúti Színház) 2018
- Gyárfás Miklós - Szabó Kristóf: Butaságom története - Kabók Kati (Körúti Színház) 2019

## Filmes munkái
- December - Anna (rendező: Laskai Csaba) 2017
- Spanyolul tudni kell - Lány (rendező: Galambos Zoltán)[6]
- Remélem legközelebb sikerül meghalnod:) -tanár (rendező: Schwechtje Mihály) 2018
- Doktor Balaton – eladónő (rendező: Kapitány-Diószegi Judit) 2022
- A mi kis falunk – Moderátor (rendező: Kapitány Iván) 2024